# Nicole Bunyan
Pour l’article homonyme, voir Bunyan.
Nicole Bunyan, née le 22 novembre 1993 à Victoria, est une joueuse professionnelle de squash représentant le Canada. Elle atteint le 39e rang mondial en octobre 2022, son meilleur classement. Elle est championne du Canada en 2025.

## Biographie
Elle s'est spécialisée en biologie de l'évolution et en écologie à l'université de Princeton, où elle participe activement au squash universitaire.
Elle participe aux championnats du monde 2018-2019 et aux championnats du monde 2019-2020 s'inclinant à chaque fois au premier tour. En mai 2022, elle intègre pour la première fois le top 50.

## Palmarès

### Titres
- Championnats du Canada : 2025